# Дом јапанске културе у Паризу
Дом јапанске културе у Паризу (фр. Maison de la culture du Japon à Paris; јап. パリ日本文化会館), скраћено MCJP, је установа лоцирана недалеко од Ајфелове куле. Посвећена је едукацији француског становништва о јапанској култури. 

## Историја
Идеја о Дому јапанске културе настала је на састанку између тадашњег председника Француске Франсое Митерана, и јапанског премијера Зенка Сузукија. Градња је започета 1994, а довршена 13. маја 1997. године. Церемонију отварања одржали су Жак Ширак и принцеза Сајако. 